# Cycle de Merlin

Le Cycle de Merlin est un cycle de romans autour de la légende arthurienne, écrit par Mary Stewart.
1. La Grotte de cristal, Calmann-Lévy, 2006 ((en) The Crystal Cave, 1970)
2. Les Collines aux mille grottes, Calmann-Lévy, 2006 ((en) The Hollow Hills, 1973)
3. Le Dernier Enchantement, Calmann-Lévy, 2006 ((en) The Last Enchantment, 1979)
4. (en) The Wicked Day, 1983Inédit en France
5. (en) The Prince and the Pilgrim, 1995Inédit en France